# Ada'a
Ada'a est un woreda de la zone Misraq Shewa de la région Oromia en Éthiopie, situé dans la vallée du Grand Rift. Il a 130 321 habitants en 2007.
Ada'a, Bishoftu et leur voisin méridional Liben formaient un unique woreda appelé Ada'a Chukala en 1994.

## Situation
Ada'a est le woreda rural qui entoure la ville-woreda Bishoftu (en amharique : Debre Zeit) située à une quarantaine de kilomètres au sud-est d'Addis-Abeba.
| Addis-Abeba | Bereh         | Gimbichu |
| Akaki       | Ada'a         | Lome     |
|             | Liben Chukala |          |

Les terres arables — où l'on cultive les légumes, le teff  et la canne à sucre — représentent 51 % du territoire du woreda tandis que 34,8 % des terres sont considérées comme dégradées ou inutilisables, 6,4 % sont des pâturages et 7,4 % des forêts[réf. souhaitée].

## Population
L'ancien woreda Ada'a Chukala avait en 1994 une population totale de 234 614 habitants dont 34 % de population urbaine et une superficie de 1 635 km2[réf. souhaitée] qui se partagent maintenant entre Ada'a, Bishoftu et Liben.
D'après le recensement national de 2007 réalisé par l'Agence centrale de statistique d'Éthiopie, Ada'a compte 130 321 habitants et toute sa population est rurale.
En 2020, la population d'Ada'a est estimée, par projection des taux de 2007, à 166 285 personnes.